# Ipubi
Ipubi est une municipalité brésilienne située dans l'État du Pernambouc.